# 5502 Brashear
5502 Brashear eller 1984 EC är en asteroid i huvudbältet som upptäcktes den 1 mars 1984 av den amerikanske astronomen Edward L.G. Bowell vid Anderson Mesa Station. Den är uppkallad efter amerikanen John A. Brashear.
Asteroiden har en diameter på ungefär 6 kilometer och den tillhör asteroidgruppen Eunomia.